# Woodiphora collini
Woodiphora collini är en tvåvingeart som beskrevs av Ronald Henry Lambert Disney 2005. Woodiphora collini ingår i släktet Woodiphora och familjen puckelflugor.
Artens utbredningsområde är Seychellerna. Inga underarter finns listade i Catalogue of Life.